# Starostna piramida
Starostna piramida je statistični graf, ki razvršča prebivalstvo v starostne skupine glede na spol. Graf prikazuje število žensk in moških v vsaki starostni skupini za določeno obdobje. Skupina je navadno prikazana za obdobje najmanj petih let. Vrednost je lahko prikazana v odstotkih ali absolutni vrednosti.
Običajno je graf sestavljen iz dveh simetričnih histogramov s skupno navpičnico (absciso), ki predstavlja starostne skupine. Vodoravna baza piramide (ordinata) številčno raste od sredine navzven na obe strani za razlikovanje obeh spolov.
Iz starostne piramide se dajo razbrati različni demografski podatki o prebivalstvu, na primer primerjava med številčnostjo spolov ali porast prebivalstva v določenem obdobju. Takoj so recimo razvidna leta, ko je bilo določeno prebivalstvo v vojni, ali ko ga je doletela huda epidemija. Z vnosom dodatnih informacij, na primer o šolski izobrazbi ali o stanu, postane piramida še bolj zanimiva. Tako lahko dodatni podatek o imigraciji/emigraciji občutno vpliva bodisi na številčnost kot na spolno porazdelitev prebivalstva.
- Na Kitajskem se je število prebivalcev nehalo večati v letih '60 - '70, ko je bila vpeljana politika enega otroka. To je bil skupek zakonov in priporočil, ki so omejevala in zakasnevala zanositev.[1]
- V ZDA je številčnost prebivalstva kostantno naraščala do šestdesetih let, nakar je nekoliko upadla in se stabilizirala.[2]